# 트루먼 쇼
《트루먼 쇼》(The Truman Show)는 1998년에 개봉한 미국의 SF 드라메디 사실주의 영화이다. 현실처럼 꾸며진 스튜디오 안에 살고 있다는 사실을 인식하지 못하는 한 남자의 인생 연대를 전세계 사람들에게 쉬지 않고 실시간으로 방영하는 텔레비전 쇼와, 주인공이 그 사실을 조금씩 인지해가면서 자기 삶의 진실을 발견하려고 하는 이야기이다. 오스트레일리아 출신인 피터 위어가 감독을 맡았고, 짐 캐리가 주인공 트루먼 역을 맡아 열연했다. 각본은 《가타카》의 감독 앤드루 니콜이 맡았다.
1999년 아카데미상 시상식에서 감독상·남우조연상·각본상 3개 부문에 후보로 지명되었다. 코미디 전문배우 짐 캐리는 이 영화를 통해 연기변신에 성공하여 1999년에 골든글로브 남우주연상을 받았다.

## 줄거리
트루먼 버 뱅크는 크리스토프가 감독하는 '트루먼 쇼'라는 텔레비전 쇼의 주인공이다. 트루먼 쇼에서는 그의 출생부터 일거수 일투족을 한 시도 빠짐없이 수천대의 카메라로 그의 삶을 세계 각국에 방영한다. 트루먼의 고향은 거대한 돔 안에 구축된 거대한 세트이다. 트루먼의 가족과 친구들도 모두 트루먼 삶의 모든 부분을 제어할 수 있도록 크리스토프의 지휘 아래에 배우들이 연기한다.
그러던 어느 날, 트루먼은 자신의 규칙적인 일상생활에서 같은 장소에서 특정 시간대에 같은 사람들이 나타나는 등의 뭔가가 미묘하게 이상하다는 것을 깨닫는다.
트루먼이 그의 가짜 현실을 발견하는 것을 막으려고, 크리스토프는 교밀하게 트루먼이 탐험에 대해 단념하게 할 방법을 만들어내는데, 트루먼에게 물 공포증을 심어주려고 트루먼의 아빠를 낚시 여행 중의 폭풍우로 죽도록 하는 가장 극단적인 방법이다. 그리고 여행의 위험성에 대한 뉴스와 광고들로 된 가짜 채널들, 그리고 집에 머무는 것이 얼마나 좋은 것인지에 대한 텔레비전 쇼를 방송한다. 트루먼의 죽은 아빠 역할의 배우가 몰래 세트에 노숙자로 돌아가지만, 트루먼이 그를 발견하자 마자 잡혀간다. 크리스토프의 통제에도 불구하고, 트루먼은 예상치 못한 방향으로 행동하게 되는데, 특히 그의 아내가 되도록 의도했던 메릴 대신, 실비아(트루먼은 로렌이라고 알고있다.)와 사랑에 빠지게 된다. 실비아는 빠르게 세트에서 제거되고 트루먼은 메릴과 결혼했지만, 그는 '로렌'을 몹시 그리워한다.
그를 안심 시키려고 그의 가족과 가장 친한 친구 말론이 최선을 다해 노력하지만 이 모든 일들은 완전히 처음 보는 사람이 그의 이름을 알고 있다는 것에서 트루먼이 어떻게 세상이 그에게 맞추어 돌아가고 형성되는지에 대해 인지하고, 그의 인생에 대해 의문을 갖기 시작한다. 트루먼은 고향을 떠나려고 시도하지만 급조된 긴급 상황에 따라 막힌다. 메릴은 계속 속여야 한다는 압박 때문에 점점 스트레스가 증가하고, 그들의 결혼생활은 더해가는 트루먼의 회의감과 함께 흐트러지기 시작한다. 결과적으로 메릴은 쇼에서 빠지고, 크리스토프는 공식적으로 트루먼의 아빠를 다시 쇼로 되돌아가게 해서, 아빠의 존재를 통해 트루먼이 떠나려고 시도하는 것으로부터 떨어뜨려놓고자 한다. 하지만 단지 일시적으로 중단하는 정도밖에 못하고, 트루먼은 그의 지하실에 혼자 처박혀있기 시작한다.
어느 날 밤, 트루먼은 카메라를 속이고, 발견되지 않은 비밀 터널을 통해 지하실을 탈출한다. 크리스토프는 사상 처음으로 쇼를 일시적으로 중단하게 된다. 이에 따라 쇼의 시청률이 급등하고, 실비아를 포함한 많은 시청자들이 트루먼의 탈출 시도를 응원한다. 크리스토프는 모든 배우들에게 마을을 탐색하라고 지시하고, 심지어 그를 찾으려고 어두운 새벽에 해를 띄우기까지 한다. 그들은 카메라를 통해 트루먼이 물 공포증을 극복하고 마을을 떠나 작은 보트에서 항해하고 있는 것을 발견한다. 방송을 재개한 뒤, 크리스토프는 트루먼이 마을을 떠나지 못하게 하려고 배를 뒤집기 위해 큰 폭풍우를 만들라고 지시한다. 트루먼은 거의 익사 하나, 그의 투지는 크리스토프로 하여금 폭풍우를 끝내도록 만든다.
트루먼이 곤경에서 회복하고, 돔의 가짜 하늘을 가르면서 보트가 돔의 가장자리에 도달한다. 그의 인생이 거짓이라는 것에 대한 분노와 좌절로, 트루먼은 계속해서 벽을 치고 울부짖는다. 그리고, 두려워진 트루먼은 근처의 "EXIT"라고 적힌 문으로 가는 한 줄의 계단을 발견한다. 트루먼이 돔을 떠날 것을 고려한 크리스토프는 그를 머물도록 설득하려고 마이크를 통해 직접 트루먼에게 말하는 최후의 수단을 선택한다. 트루먼은 잠깐 생각한 뒤, 그의 짧은 유행어(아침에 이웃들에게 "좋은 아침이에요"라고 말하면서 "못 볼 것을 생각해서, 좋은 낮, 좋은 저녁, 좋은 밤이에요"라고 하는 것)를 말한다. 그리고 청중들에게 인사하고, 세트를 나간다.
시청자들은 흥분하여 트루먼의 탈출을 축하하고, 실비아는 그와 만날 수 있도록 재빠르게 그녀의 로스앤젤레스 아파트를 떠난다. 네트워크 경영진들은 정말 그의 쇼가 끝났다는것을 자각하고 충격을 받은 크리스토프를 남겨둔 채 방송을 중단하라고 명령한다.

## 출연
| 배우            | 역할                    |
| --------------- | ----------------------- |
| 짐 캐리         | 트루먼 버뱅크           |
| 로라 린니       | 메릴 버뱅크/한나 길     |
| 노아 에머리히   | 말론                    |
| 나타샤 맥켈혼   | 로렌/실비아             |
| 우너 데몬       | 크로                    |
| 홀랜드 테일러   | 트루먼의 어머니         |
| 브라이언 델리트 | 트루먼의 아버지         |
| 블레어 슬레이터 | 어린 시절 트루먼 버뱅크 |
| 피터 크라우즈   | 로렌스                  |
| 하이디 슈언즈   | 비비언                  |
| 론 테일러       | 론                      |
| 돈 테일러       | 돈                      |
| 테드 레이몬드   | 스펜서                  |
| 주디 클레이턴   | 여행사 직원             |

## 성우

### MBC
- 안지환 - 트루먼 (짐 캐리)
- 윤성혜 - 메릴 (로라 리니)
- 권혁수 - 크리스토프 (에드 해리스)
- 이미자 - 로렌 / 실비아 (나타샤 맥켈혼)
- 황윤걸 - 말론 (노아 에머리히)
- 김은영 - 어머니 (홀랜드 테일러)
- 이성 - 아버지 (브라이언 델리트)
- 이종오
- 이병식
- 김호성
- 이철용
- 송준석
- 김기철
- 고성일
- 최한
- 김서영
- 김지영

## 수상 내역[2]
| 1998 | 제 11회 유럽 영화상          |
| 1998 | 제 11회 시카고 비평가 협회상 |
| 1999 | 제 8회 MTV영화제             |
| 1999 | 제 56회 골든 글로브 시상식   |
| 1999 | 제 71회 미국 아카데미 시상식 |
| 1999 | 제 52회 영국 아카데미 시상식 |
| 1999 | 제 19회 런던 비평가 협회상   |
| 1999 | 제 24회 새턴 리워즈          |

## 같이 보기
- 트루맛쇼